# Canton de Montbéliard-Ouest
Le canton de Montbéliard-Ouest est un ancien canton français situé dans le département du Doubs et la région Franche-Comté. Il a été créé par décret du 16 août 1973 divisant le canton de Montbéliard et a été supprimé lors des élections départementales de mars 2015.

## Administration
| Période | Période | Identité        | Étiquette | Qualité                                                                             |
| ------- | ------- | --------------- | --------- | ----------------------------------------------------------------------------------- |
| 1973    | 1979    | Ernest Lelache  | DVG       | Maire de Bavans (1925-1983) Ancien conseiller général du Canton de Montbéliard      |
| 1979    | 1985    | Guy Bêche       | PS        | Agent technique Député (1978-1993)                                                  |
| 1985    | 1998    | Jacques Vernier | RPR       | Conseiller municipal de Bavans                                                      |
| 1998    | 2015    | Pierre Hélias,  | PS        | Médecin, ancien chef de service d’anesthésie réanimation à l’hôpital de Montbéliard |

## Composition
| Nom                          | Code Insee | Intercommunalité                     | Population (dernière pop. légale)              |
| ---------------------------- | ---------- | ------------------------------------ | ---------------------------------------------- |
| Montbéliard (chef-lieu)      | 25388      | CA Pays de Montbéliard Agglomération | Fraction : 5 547(2012) Commune : 25 521 (2014) |
| Aibre                        | 25008      | CC du pays d'Héricourt               | 477 (2014)                                     |
| Allondans                    | 25013      | CA Pays de Montbéliard Agglomération | 239 (2014)                                     |
| Bart                         | 25043      | CA Pays de Montbéliard Agglomération | 2 015 (2014)                                   |
| Bavans                       | 25048      | CA Pays de Montbéliard Agglomération | 3 701 (2014)                                   |
| Beutal                       | 25059      | CA Pays de Montbéliard Agglomération | 287 (2014)                                     |
| Bretigney                    | 25093      | CA Pays de Montbéliard Agglomération | 75 (2014)                                      |
| Désandans                    | 25198      | CC des Deux Vallées Vertes           | 719 (2014)                                     |
| Dung                         | 25207      | CA Pays de Montbéliard Agglomération | 646 (2014)                                     |
| Échenans                     | 25210      | CA Pays de Montbéliard Agglomération | 148 (2014)                                     |
| Issans                       | 25316      | CA Pays de Montbéliard Agglomération | 253 (2014)                                     |
| Laire                        | 25322      | CC du pays d'Héricourt               | 393 (2014)                                     |
| Lougres                      | 25350      | CA Pays de Montbéliard Agglomération | 783 (2014)                                     |
| Présentevillers              | 25469      | CA Pays de Montbéliard Agglomération | 447 (2014)                                     |
| Raynans                      | 25481      | CA Pays de Montbéliard Agglomération | 344 (2014)                                     |
| Sainte-Marie                 | 25523      | CA Pays de Montbéliard Agglomération | 722 (2014)                                     |
| Sainte-Suzanne               | 25526      | CA Pays de Montbéliard Agglomération | 1 565 (2014)                                   |
| Saint-Julien-lès-Montbéliard | 25521      | CA Pays de Montbéliard Agglomération | 169 (2014)                                     |
| Semondans                    | 25540      | CA Pays de Montbéliard Agglomération | 300 (2014)                                     |
| Le Vernoy                    | 25608      | CC du pays d'Héricourt               | 172 (2014)                                     |

La fraction de Montbéliard faisant partie de ce canton était celle non incluse dans le canton de Montbéliard-Est.

## Démographie
| 1975 | 1982 | 1990   | 1999   | 2006   | 2011   | 2012   |
| ---- | ---- | ------ | ------ | ------ | ------ | ------ |
| -    | -    | 18 610 | 18 107 | 18 526 | 18 723 | 18 906 |